# CMC (模型メーカー)
CMC（CMC GmbH & Co. KG）はドイツ・バーデン＝ヴュルテンベルク州シュトゥットガルト行政管区のデンケンドルフに拠点を置く自動車模型メーカーである。

## 概要
主にドイツの自動車を模型化している。これまで量産が困難だった精密度の高い製品を供給する。座席は実際に布で出来ている物もある。CMCは、Classic Motor Carsの頭文字を略したもの。
当初は1/24スケールで展開していたが、1/10、1/12、1/18、1/43スケールも手がける。1998年より中国の工場で生産する。その高品質さ故に数々の賞を受賞している。
生産する車種は主に第二次世界大戦前のグランプリカーやドイツのスポーツカーが主である。
また、メルセデスのレース用車両の運搬車も生産している。スポークの一本一本まで再現されていて量産されている自動車模型の完成品の中では随一でありながら価格は品質の割には比較的手頃である。従来であれば1台あたり数万円する製品に使用される技法が用いられている。